# Zoanthus solanderi
Zoanthus solanderi is een Zoanthideasoort uit de familie van de Zoanthidae. De wetenschappelijke naam van de soort is voor het eerst geldig gepubliceerd in 1817 door Lesueur.